# 1686.
◄ | 16. stoljeće | 17. stoljeće | 18. stoljeće | ►
◄ | 1650-ih | 1660-ih | 1670-ih | 1680-ih | 1690-ih | 1700-ih | 1710-ih | ►
◄◄ | ◄ | 1683. | 1684. | 1685. | 1686. | 1687. | 1688. | 1689. | ► | ►►
Arhitektura • Astronomija • Biologija • Glazba • Kazalište • Kemija • Kiparstvo • Knjige • Književnost • Kršćanstvo • Medicina • Politika • Pravo • Promet • Slikarstvo • Znanost
1686. godina je godina drugog tisućljeća, devetnaestog stoljeća te spada u 1680-e.

## Događaji
- Osnovana je Sveta liga ili Augsburška liga, koja je htjela zaustaviti daljnji napredak i osvajanja Francuske pod Lujem XIV. Ligu su činili Sveto Rimsko Carstvo, Nizozemska, Švedska, Španjolska, Bavarska i Saska.
- Kralj Jakov II. je postavio četiri katolika na položaje u visokim engleskim sudovima, a i još dosta katolika na visoke položaje. Anglikanci su se tome usprotivili te su htjeli da krunu dobije njegov zet Vilim III. Oranski, koji je bio oženjen za Jakovljevu kćer Mariju II., što se tri godine kasnije i dogodilo.
- Tijekom Bitke za Budim, Sveta liga je oslobodila taj grad od vlasti Osmanskog carstva.
- Rusija, Saska, Bavarska i Brandenburg se pridružuju Svetoj ligi.
- Novi švedski zakon učvršćuje luteranstvo u toj zemlji.
- Grčki poluotok Peloponez Venecija osvaja nakon pobjede nad Osmalijama.
- Engleski pisac Robert Plot izdao knjigu "Prirodna povijest Staffordshirea" (Staffordshire je inače jedna od engleskih grofovija).
- Uragan spasio Charleston od španjolskih brodova.

## Rođenja
- 13. veljače – John Churchill, markiz od Blandforda, engleski plemić (+ 1703.)
- 24. travnja – Juraj Damšić, hrvatski pisac iz Gradišća († 1755.)
- 25. studenoga – Franjo Sušnik, hrvatski pisac i leksikograf († 1739.)

## Smrti
- 6. travnja – Arthur Annesley, grof od Angleseya, engleski monarhist (+ 1614.)

## Vanjske poveznice
|  | Zajednički poslužitelj ima još gradiva o temi 1686. |